# У глави Луина Дејвиса
У глави Луина Дејвиса (енгл. Inside Llewyn Davis) је амерички филм чији су режисери, сценаристи и продуценти Џоел и Итан Коен. Насловну улогу тумачии Оскар Ајзак, а остатак глумачке екипе чине Кери Малиган, Џон Гудман и Џастин Тимберлејк.
Филм приказује једну недељу у животу фолк музичара Луина Дејвиса који је активан на њујоршкој музичкој сцени 1961. Иако Дејвис није историјска личност, прича је делимично инспирисана аутобиографијом фолк певача Дејва ван Ронка. Већина музичких нумера које се могу чути у филму, у целости су изведене и снимљене уживо.
Филм је премијерно приказан на Канском филмском фестивалу 19. маја 2013. где је освојио Гранд при жирија. Такође је био номинован за два Оскара, три Златна глобуса и три БАФТЕ, а нашао се и на листи 10 најбољих филмова године по избору Америчког филмског института.

## Улоге
| Глумац            | Улога         |
| ----------------- | ------------- |
| Оскар Ајзак       | Луин Дејвис   |
| Кери Малиган      | Џин Барки     |
| Џон Гудман        | Роланд Тернер |
| Гарет Хедлунд     | Џони Фајв     |
| Џастин Тимберлејк | Џим Барки     |
| Ф. Мари Ејбрахам  | Бад Гросман   |
| Старк Сендс       | Трој Нелсон   |
| Адам Драјвер      | Ал Коди       |